# 梁悦馨
梁悦馨，安徽合肥人，是一名清朝政治人物。
梁悦馨曾于1863年接替钱德承任崇明县知县一职，1865年由王云鹤接任。